# Christof Fielstette
Christof Fielstette (* 14. Juli 1971) ist ein deutscher Lichtplaner mit einem international tätigen Büro in Hamburg.

## Leben
Fielstette studierte Architektur in Würzburg und Hamburg (Dipl.-Ing. Fh) und arbeitete in den Jahren von 1998 bis 2004 als Lichtplaner und Projektleiter bei der Ulrike Brandi Licht GmbH. Im Jahr 2004 gründete er als freischaffender Lichtplaner sein Planungsbüro in Hamburg „made by light – lichtplanung“. Zu seinen Aufgaben gehören Kunst- und Tageslichtplanung in den Leistungsphasen 1–9 (HOAI § 56). Gemeinsam mit seinem Partner Arne Fiedler entwickelt er auch projektspezifische Leuchten. Nach ihrem Verständnis ist Licht ein integraler und dienender Teil der Architektur. Es schaffe einen spürbaren Mehrwert und sorge dafür, dass Menschen sich wohlfühlen.

## Lehrtätigkeit und öffentliche Arbeit
Seit 2002 führt Fielstette verschiedene Lehraufträge aus, beispielsweise an der HafenCity Universität Hamburg im Department Architektur, an der Hochschule für Angewandte Wissenschaften Hamburg, an der Fakultät Design, Medien und Information und der Fakultät Architektur, am Royal Institute of Technology in Stockholm und an der TU München im Bereich Bauklimatik und Haustechnik.
Als Partner der Relux Informatik AG ist er seit 2004 Seminarleiter für Schulungen im Bereich Lichtsimulation in Deutschland und Europa.
Im Jahr 2000 war Fielstette Mitbegründer von „Transnational Tanteidan“, einer internationalen Gruppe von „Lichtdetektiven“. Diese Gruppe der Lichtplaner hat es sich zum Ziel gesetzt, den Stellenwert von Licht in verschiedenen Kulturen zu untersuchen und den studentischen Nachwuchs zu fördern.

## Projekte (Auswahl)
Fielstettes Planungsbüro am Hamburger Fischmarkt hat inzwischen mehr als 250 Projekte erfolgreich bearbeitet:
- Hochtiefhaus in Berlin (bereits 2011 ausgestattet mit 100 % LED-Technik)[9]
- Masterplan German University of Technology, Oman
- Newshighway des Zweiten Deutschen Fernsehen, Mainz
- St. Elie Greek Catholic Cathedral, Lebanon
- Erbprinzenpalais & IHK-Bildungscampus in Wiesbaden

## Auszeichnungen (Auswahl)
- Deutscher Lichtdesign Preis 2012 Shortlist Hochtief Haus, Berlin[10]

- 1. Platz beim Wettbewerb Haus der Kulturen in Berlin 2014[11]

- 1. Platz beim Wettbewerb Bürohaus Hamburg Süd 2010[12]